# Cornelio Villareal

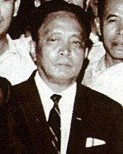
Cornelio Villareal in 1963

Cornelio Tupaz Villareal (Mambusao, 29 september 1904 - 22 december 1992) was een Filipijns politicus

## Biografie
Cornelio Villareal werd op 29 september 1904 geboren in Mambusao in de Filipijnse provincie Capiz. Zijn ouders waren Fortunato Villareal en Felicidad Tupaz. Hij behaalde een Associate of Arts-diploma aan het Silliman Institute in Dumaguete. Aansluitend studeerde hij rechten aan de National University. Na het behalen van de bachelor-diploma in 1929 slaagde hij in hetzelfde jaar ook voor het toelatingsexamen van de Filipijnse balie (bar exam). Na ijn opleiding was hij werkzaam als advocaat.
In 1934 was Villareal een van de afgevaardigden op het Contitutionele Conventie, waar de basis werd gelegd voor de Filipijnse Grondwet van 1935. Hij vertegenwoordigde daar het 2e kiesdistrict van Capiz
Bij de verkiezingen van 1941 werd Villareal gekozen als lid van het Filipijns Huis van Afgevaardigden namens het 2e kiesdistrict. Door de Japanse invasie in 1942 was hij echter maar kort in functie. Nadien organiseerde Villareal het ondergrondse verzet in Capiz. Ook was hij vanaf 1942 tot de herovering van de Filipijnen door de Verenigde Staten gouverneur van de provincie. Na de oorlog werd hij in 1946 opnieuw in het Huis van Afgevaardigden gekozen. Bij de verkiezingen van '49, '53, '57, '61, '65 en '69 werd hij herkozen. In 1951 deed hij zonder succes mee aan de speciale verkiezingen voor de senaatszetel die was vrijgekomen door de verkiezing van Fernando Lopez als vicepresident. In zijn lange periode als afgevaardigde was hij voorzitter (Speaker) van het Huis van 1962 tot 1967 en van 1971 tot 1972.
Toen het Filipijns Congres werd opgeheven kort nadat president Ferdinand Marcos in 1972 de staat van beleg had uitgeroepen, trok Villareal zich terug uit de politiek. Na de val van Marcos tijdens de EDSA-revolutie in 1986 werd de democratie hersteld en keerde het Congres na een grondwetswijziging terug. Bij de verkiezingen van 1987 won hij opnieuw een termijn als afgevaardigde. Met zijn 83 jaar was hij het oudste lid van het Huis. Na afloop van zijn termijn in juni 1992 stelde hij zich niet opnieuw verkiesbaar.
Villareal overleed een half jaar later op 88-jarige leeftijd. Hij was getrouwd met Angeles Lema en had met haar vier kinderen.